# Moses den svarte
Moses den svarte, även Moses etiopiern och Moses den starke, född 330 e.Kr. och död 405 e.Kr., var en munk verksam i Egypten. Han var en före detta slav och rövare som konverterade till kristendomen och dog martyrdöden efter att hans kloster överfallits av rövare. Han är en av ökenfäderna, munkar som under 300-talet fortsatte leva asketiskt och avskilt trots att kristendomen blev tillåten, i trakterna kring Alexandria. Han vördas som skyddshelgon över Afrika och helgondagen firas den 28 augusti.

## Traditionen
Enligt traditionen föddes Moses den svarte som slav hos en regeringstjänsteman i Egypten. Han var så stor, kraftfull och vildsint att han blev utslängd av sin ägare och anslöt sig till ett rövarband. Han blev snart ledare för ett eget rövarband bestående av 75 rövare som härjade i nildalen. Vid ett tillfälle sökte han skydd undan myndigheterna i ett kloster. Munkarna tillät detta av rädsla för honom. Vid tiden i klostret fascinerades han av munkarnas fridfullhet och engagemang och blev frälst.
Moses den svarte hade svårt att anpassa sig till livet som munk. Samvetet över hans tidigare syndfulla leverne förföljde honom. Under en bikt uppenbarade sig en ängel med en bok med alla hans synder nedskrivna och ju mer han bekände desto tommare blev boken.
Vid ett tillfälle skulle en munk dömas för sina synder, och Moses den svarte begav sig motvilligt dit, bärande på en läckande sandsäck. Han förklarade att sanden i säcken var hans synder som rann ut medan han själv skulle döma en broder. Efter den liknelsen blev även den syndande munken förlåten.
Moses den svarte blev så småningom ledare för ett kloster med 75 bröder, lika många som hade ingått i hans rövarband. Vid 75 års ålder fick han veta att ett berbiskt rövarband skulle anfalla hans kloster. Han skickade iväg sina bröder i skydd men stannade själv kvar tillsammans med sex andra bröder. Han vägrade göra motstånd och när rövarbandet intog klostret tog han emot dem med öppna armar. Rövarna dödade honom och de andra kvardröjande munkarna.

## Övrigt
Moses den svartes val att stanna kvar i klostret och hans vägran att ta till våld har gjort honom till en symbol för icke-våld. Den egyptiske historikern Al-Maqrizi, (1364–1442), identifierade Paromeosklostret i Beheira i Egypten som Moses den svartes kloster. Där vördas hans reliker idag.